# Bahnhof Feldbach
Der Bahnhof Feldbach ist eine Verkehrsstation in der Stadt Feldbach in der Oststeiermark und Systemhalt aller dort verkehrenden Personenzüge. Er ist durch die Linie S3 an das steirische S-Bahn Netz angebunden. Neben der S-Bahn ist der Bahnhof auch Haltepunkt zweier IC-Zugpaare zwischen Graz und Budapest sowie aller REX-Verbindungen, welche hauptsächlich in der Hauptverkehrszeit unterwegs sind.
Am Bahnhof Feldbach besteht die Möglichkeit auf Züge der aus Bad Gleichenberg kommenden Gleichenbergerbahn, die von der Steiermarkbahn betrieben wurde, umzusteigen. 2019 belegte der Bahnhof beim VCÖ-Bahntest Platz 4 der bestbewerteten Kleinbahnhöfe.

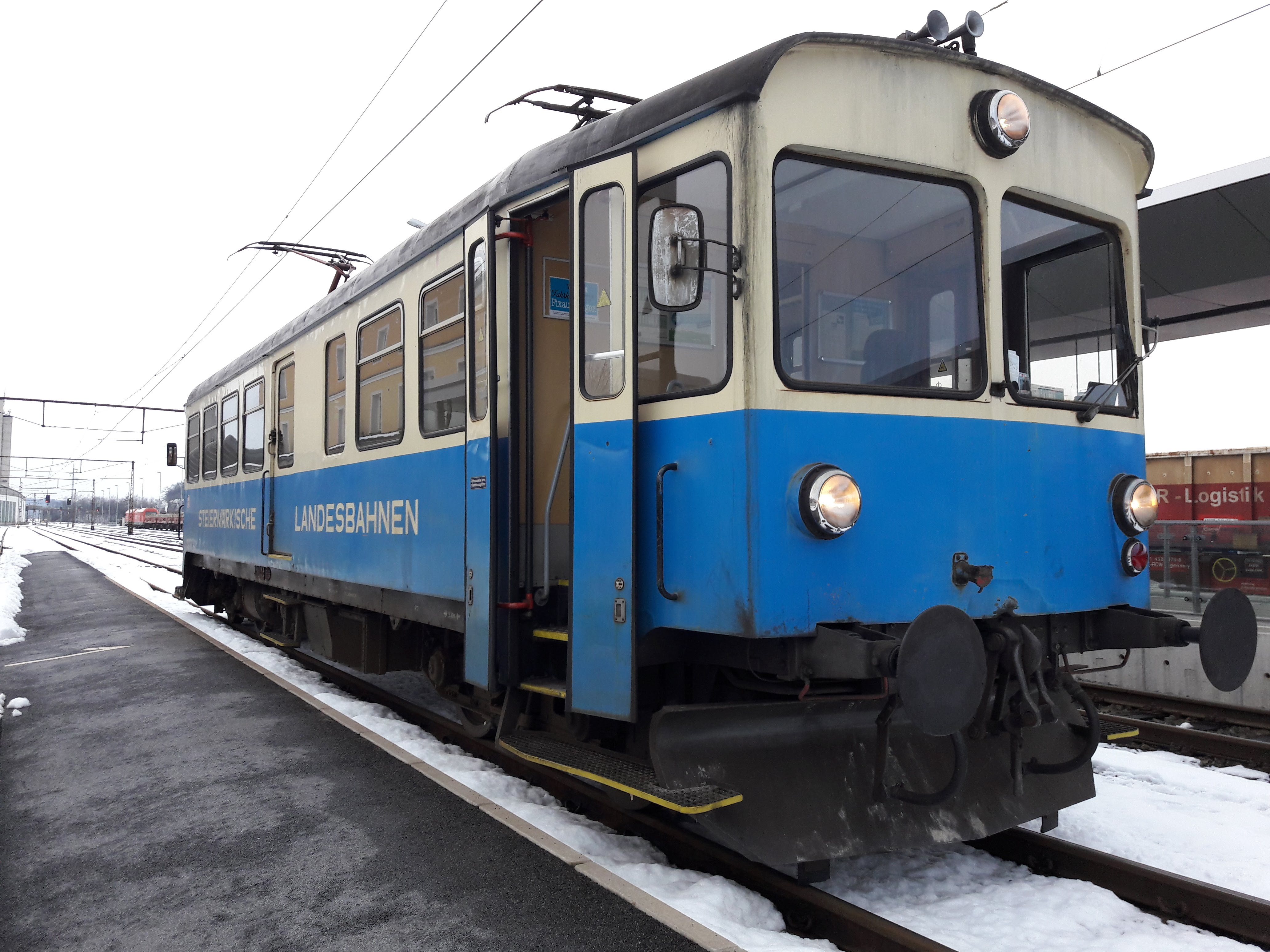
ET 1 der Steiermarkbahn wartet auf die Abfahrt nach Bad Gleichenberg

## Anlagen

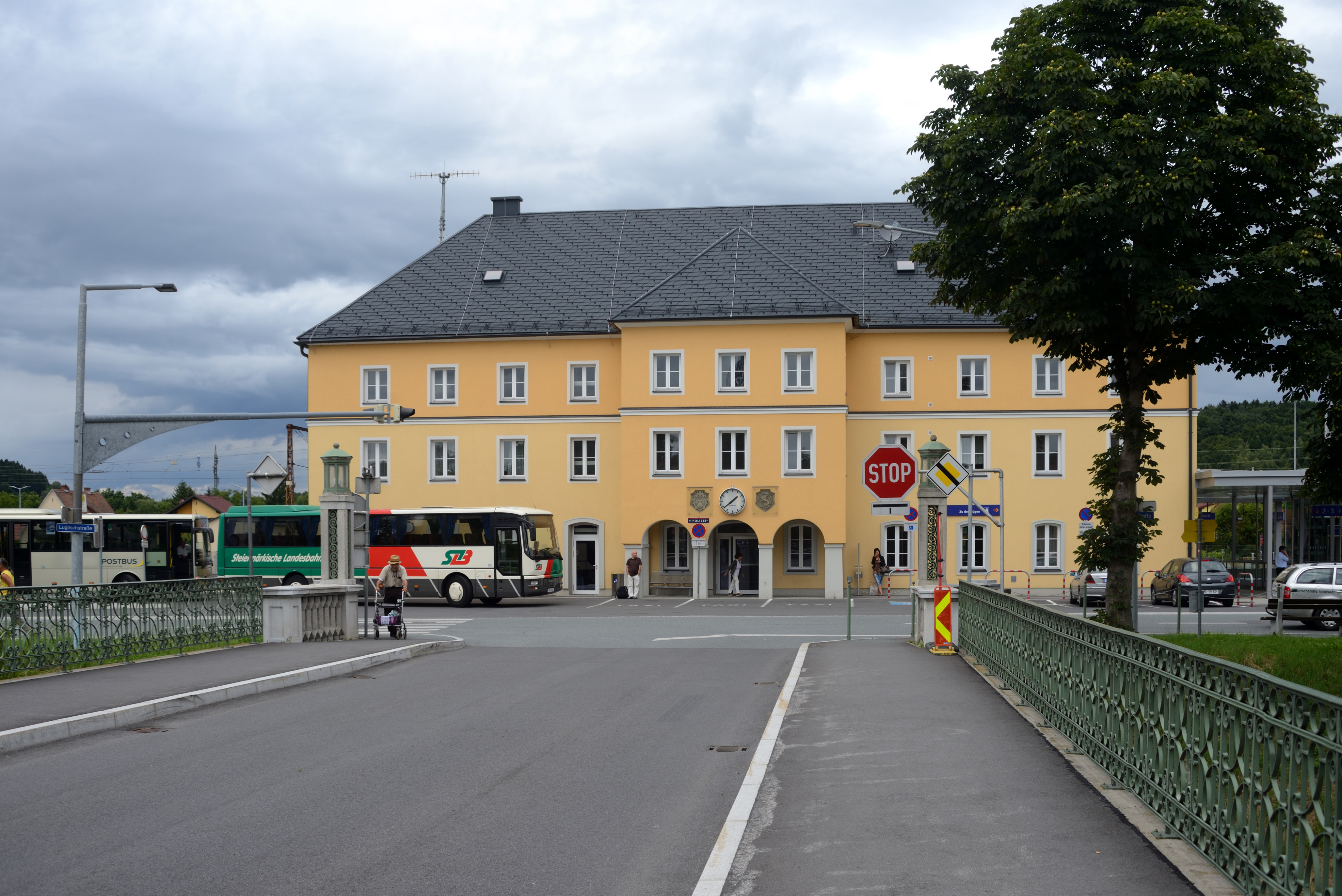
Das Aufnahmsgebäude von der Straßenseite mit Bussen

Der Bahnhof besitzt fünf Hauptgleise, davon drei mit Bahnsteig, zwei beidseitig angeschlossene Abstellgleise und mehrere Stutzgleise. Zusätzlich zum im Aufnahmegebäude untergebrachten Ticketschalter steht ein Ticketautomat am Mittelbahnsteig zur Verfügung. Auf der Seite des Aufnahmegebäudes befindet sich ein Parkplatz. Zum Bahnsteig 1 besteht kein gleisfreier Zugang. Er ist im Gegensatz zum Mittelbahnsteig 2/3, welcher durch eine Unterführung erreichbar ist, auch nicht barrierefrei. Die Unterführung führt unter den Gleisanlagen auf die andere Seite, wo sich ebenfalls ein großer Park and Ride-Parkplatz befindet.

## Betrieb

### Personenverkehr
Im Bahnhof halten die stündlich bis halbstündig zwischen Graz Hbf und Fehring verkehrenden Züge der Linie S3, zahlreiche Regionalexpress-Züge sowie einige Intercity von Graz nach Budapest.
Folgende Bahnlinien bedienen den Bahnhof:
| Linie                                                      | Strecke | Takt (min)    | Anmerkung                                  |
| ---------------------------------------------------------- | --- | ------------- | ------------------------------------------ |
| Österreichische Bundesbahnen · S-Bahn Steiermark           | Graz Hbf. - Graz Don Bosco - Graz Ostbahnhof-Messe - Graz Liebenau Murpark - Raaba - Hart b. Graz - Laßnitzhöhe - Laßnitzthal - Gleisdorf - Takern-St.Margarethen - Studenzen-Fladnitz - Rohr/Raab - Gniebing - Feldbach - Lödersdorf - Fehring | '60           | am Morgen Taktverdichtung                  |
| Österreichische Bundesbahnen · Regional-Express#Österreich | (Szentgotthárd -) Fehring - Lödersdorf - Feldbach - Studenzen-Fladnitz - Takern-St.Margarethen - Gleisdorf - Laßnitzhöhe - Raaba - Graz Liebenau Murpark - Graz Ostbahnhof-Messe - Graz Don Bosco - Graz Hbf.                                   | 5 Zugpaare    | morgens bzw. abends; für Pendler nach Graz |
| InterCity (Österreich)                                     | Graz Hbf. - Graz Ostbahnhof - Gleisdorf - Feldbach - Fehring - Jennersdorf - Szentgotthárd - Körmend - Szombathely - Répcelak - Csorna - Győr - Komárom - Tata - Tatabánya - Budapest Kelenföld - Budapest Keleti                               | zwei Zugpaare | IC 310 über Graz weiter nach Ljubljana     |

Folgende regionale Buslinien bedienen den Bahnhof:
| Linie | Strecke |
| ----- | --- |
| 400   | BAIRISCH KÖLLDORF - Sulz - Bad Gleichenberg - Klausen - Untergiem - Mühldorf - FELDBACH - Gniebing - Paurach - Rohr - Fladnitz - Studenzen - Zöbing - Kroisbach - St.Margarethen - Takern - Hofstätten - Pirching - Wünschendorf - GLEISDORF - Ludersdorf - Wilfersdorf - Brodersdorf - Brodingberg - Höf-Präbach - Hönigtal - Schillingsdorf - GRAZ |
| 406   | FELDBACH - Kornberg - Altenmarkt - Riegersburg - LEMBACH (- Egg - Grubberg - Neustift - Walkersdorf - St.Kind - BREITENFELD) - Oberlembach - Unterlembach - Stang - Oberstang - RIEGERSBURG |
| 407   | FELDBACH - Raabau - Schützing - Lödersdorf - JOHNSDORF - Brunn - FEHRING |
| 413   | FELDBACH - Unterweißenbach - Saaz - Paldau - Puch - BAUMGARTEN - Lichendorf - Maiersdorf - Frauenbach - ST. STEFAN IM ROSENTAL (- Glatzau - KIRCHBACH) - Krottendorf - Dollrath - Wetzelsdorf - Ungerdorf - Jagerberg - Unterzirknitz - Wiersdorf - Entschendorf - ST .PETER AM OTTERSBACH                                                           |
| 414   | FELDBACH - Unterweißenbach - Oberweißenbach - Pernreith - Fischa - Burgfried - GNAS - Raning - Grabersdorf - Trössing - DIETERSDORF |
| 415   | FELDBACH - Oedt - Prädiberg - Hirsdorf - Maierdorf - Katzendorf - Poppendorf - Krusdorf - STRADEN |
| 416   | FELDBACH - Mühldorf - Untergiem - Klausen - Bad Gleichenberg - Sulz - Merkendorf - Haag - Wilhelmsdorf - Dirnbach - Stainz - Karbach - STRADEN - Sulzbach - Hof - Laasen - Karla - Puxa - Radochen - Oberpurkla - Halbenrain - Pfarrsdorf - BAD RADKERSBURG                                                                                          |
| 488   | FELDBACH - Mühldorf - Leitersdorf - Pertlstein - Höflach - FEHRING - Brunn - Hatzendorf - Habegg - Rittschein - Übersbach - FÜRSTENFELD |

### Güterverkehr

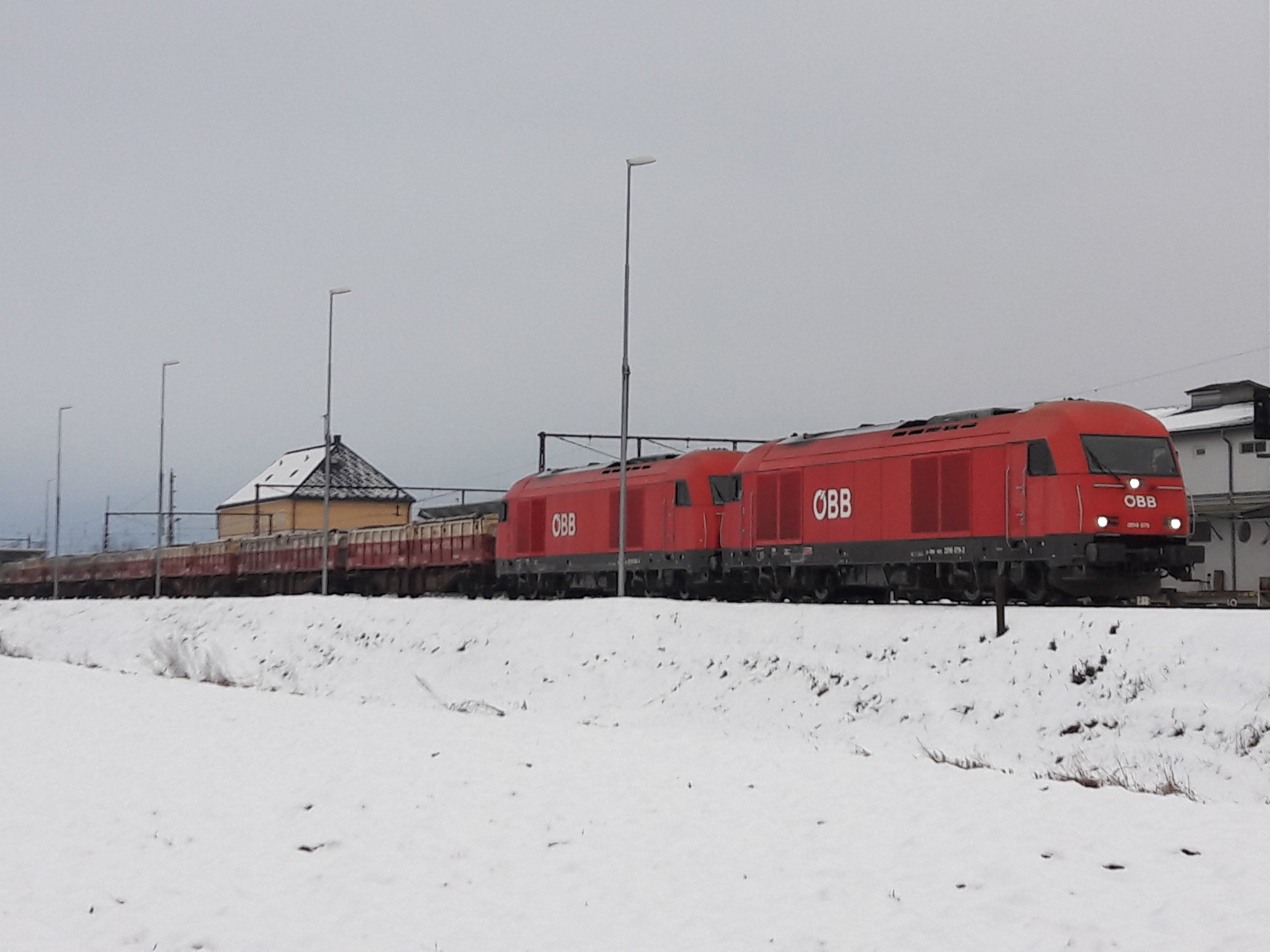
Ein beladener Schotterzug nach Wettmannstätten im Bahnhof Feldbach

Im Bahnhof Feldbach befindet sich eine Schotterverladestelle an der täglich bis zu 20 Wagen abgefüllt werden. Während des Baus der Koralmbahn ist das Ziel der meisten Schotterzüge Wettmannstätten.
Gelegentlich werden Druckgaskesselwagen aus Bad Gleichenberg von der Landesbahn an die ÖBB übergeben und in Güterzüge nach Graz eingereiht.
Holzverladung gibt es, im Gegensatz zu vielen anderen Bahnhöfen in der Oststeiermark, wie beispielsweise Fürstenfeld oder Fehring, nicht.